# پاداوالا
پاداوالا (به لاتین: Padawala) یک منطقهٔ مسکونی در سری‌لانکا است که در استان شرقی (سری‌لانکا) واقع شده‌است.